# Storskallesik
Storskallesik eller storskallelöja är en variant av sik (Coregonus maraena morphotype) som förekommer i sjön Storvindeln i Västerbottens län. Den har tidigare ansetts vara en form av den östliga arten peledsik (Coregonus peled), men DNA-studier har visat att det inte stämmer.